# Nykøbing F. Hallerne
|  | Sammenskrivningsforslag Artiklen Guldboxen er foreslået føjet ind i Nykøbing F. Hallerne. (Siden august 2023) Diskutér forslaget |

Nykøbing F. Hallerne, er et idrætssanlæg i Nykøbing Falster på over 5.500 m2 bebygget areal. Området er indrettet med to store haller på tilsammen 2.500 m2 og en mindre hal, to gymnastiksale, møde- og selskabslokaler, restaurant og cafe, skydebaner, et karatecenter samt styrketræning.
Hallerne bliver brugt til flere sportsgrene, dog primært håndbold. Topklubben Nykøbing Falster Håndboldklub spiller deres hjemmekampe i Damehåndboldligaen frem til 2023 i den gamle idrætshal, hvorefter man skiftede til Guldboxen, der er en udbygning af det eksisterende anlæg. Arenaen rummer plads til op til 3.000 tilskuere til håndboldkampe.

## Historie
Hallen blev etableret i 1969, hvor den blev indviet 1. marts.
Et styrketræningscenter blev indviet i 2000.
Hallen hed en overgang Pricerunner Arena, da prisportalen Pricerunner sponsorerede Nykøbing Falster Håndboldklub. Hovedsponsoratet blev overtaget af Scandlines i 2014, og arenaens navn blev ændret til Scandlines Arena. I 2017 blev Danmarks nye elektronikbutik POWER, nye navnesponsor for arenaen i Nykøbing.